# Geaya tampicona
Geaya tampicona is een hooiwagen uit de familie Sclerosomatidae.